# Mike Faria
Mike Faria (ur. 4 marca 1957 w Reno) – amerykański żużlowiec.

## Życiorys
Sport żużlowy zaczął uprawiać w 1975 roku. Wielokrotnie startował w finałach indywidualnych mistrzostw Stanów Zjednoczonych, siedmiokrotnie zdobywając medale: 3 złote (1990, 1991, 1997), 3 srebrne (1982, 1983, 1996) oraz brązowy (1985). W latach 1998–2006 był również wielokrotnym medalistą rozgrywek o mistrzostwo kraju pod patronem federacji AMA i SRA.
Dwukrotny finalista indywidualnego Pucharu Mistrzów (Elgane 1991 – XIV m., Równe 1992 – VII m.). Wielokrotny uczestnik eliminacji indywidualnych mistrzostw świata.

## Przynależność klubowa
Wielka Brytania
- Belle Vue Aces (1988)
- Edinburgh Monarchs (1995–1996)

## Osiągnięcia
- Indywidualne mistrzostwa Stanów Zjednoczonych:
  - 1982 – 2. miejsce
  - 1983 – 2. miejsce
  - 1985 – 3. miejsce
  - 1990 – 1. miejsce
  - 1991 – 1. miejsce
  - 1996 – 2. miejsce
  - 1997 – 1. miejsce
  - Federacja AMA:
    - 1998 – 3. miejsce
    - 1999 – 3. miejsce
    - 2002 – 3. miejsce
    - 2006 – 3. miejsce

  - Federacja SRA:
    - 2001 – 3. miejsce
    - 2002 – 2. miejsce
    - 2005 – 2. miejsce
    - 2006 – 3. miejsce

- Drużynowe mistrzostwa Wielkiej Brytanii:
  - 1988 – 2. miejsce